# Кондитерские изделия

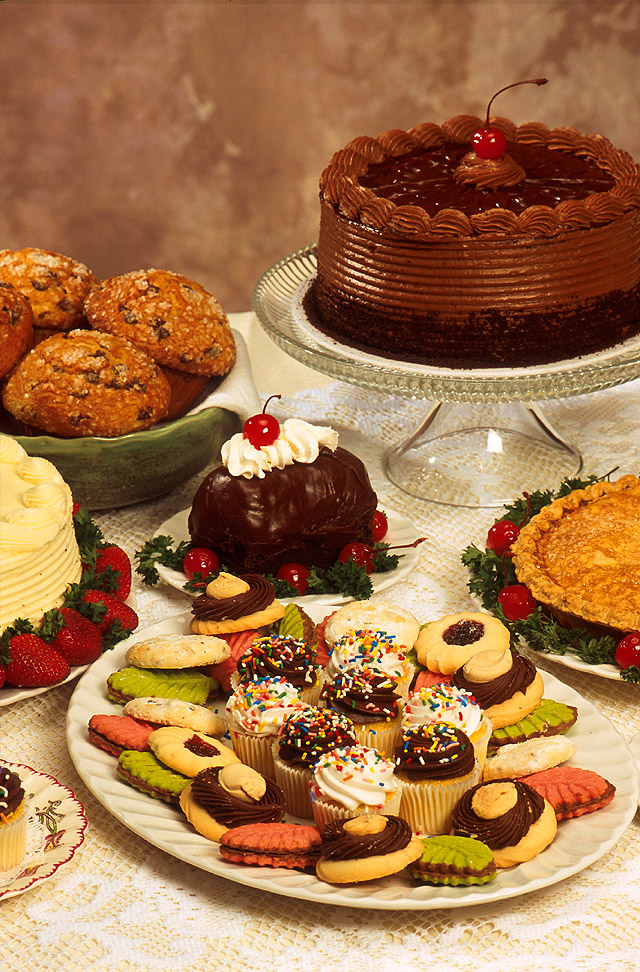

Упаковка кондитерских изделий фабрики — «17. Jūnijs», Рига, Латвийская ССР (1940—1991). Печенье, марципан, пастила, вафли, конфеты

Конди́терские изде́лия — продукты питания, как правило, с большим содержанием сахара, отличающиеся высокой калорийностью и усваиваемостью. Подразделяются на группы: сахаристые, мучные кондитерские изделия, шоколад, какао.

## Состав и изготовление изделий
В качестве основного сырья для приготовления кондитерских изделий используются следующие виды продуктов: мука (пшеничная, реже кукурузная, рисовая, овсяная и др.), сахар, мёд, фрукты и ягоды, молоко и сливки, жиры, яйца, дрожжи, крахмал, какао, орехи, пищевые кислоты, желирующие вещества, вкусовые и ароматические добавки, пищевые красители и разрыхлители.
Кулинар и историк В. В. Похлёбкин считал, что во всех видах кондитерского теста мука занимает подчинённое положение (исключение — тесто для куличей и пряников) и отсутствует вода.

## Виды кондитерских изделий

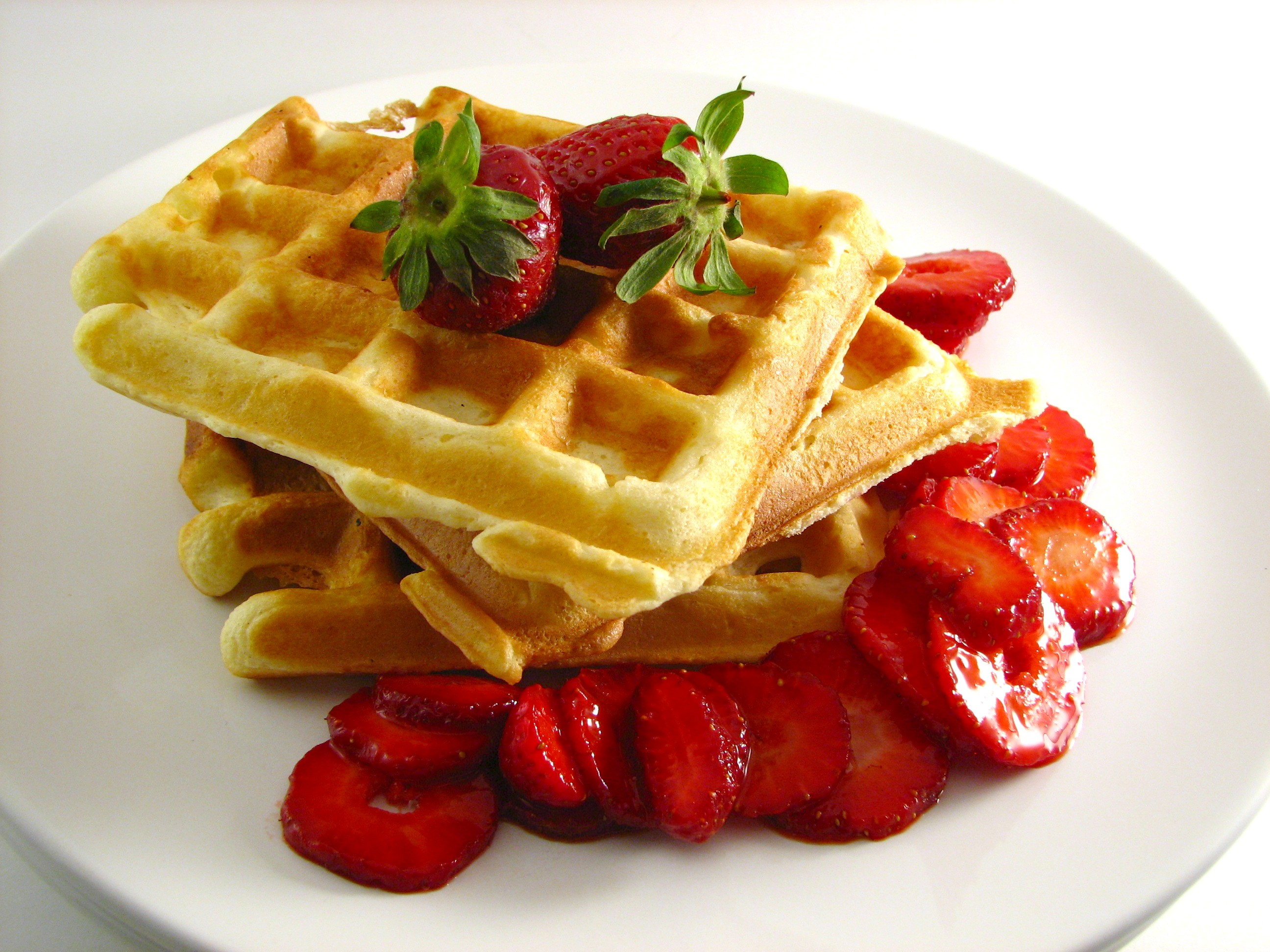
Вафли с клубникой

В зависимости от используемых ингредиентов, все виды кондитерских изделий делятся на две основные группы: сахаристые (шоколад, мармелад, карамель, конфеты, халва, драже) и мучные (печенье, пряники, торты, кексы, вафли, пирожные). Бывает, что кондитерское изделие содержит элементы обеих групп, однако только одна считается основной (например вафли с клубникой — мучное, хотя клубничный наполнитель — сахаристое).

### Группа сахаристые

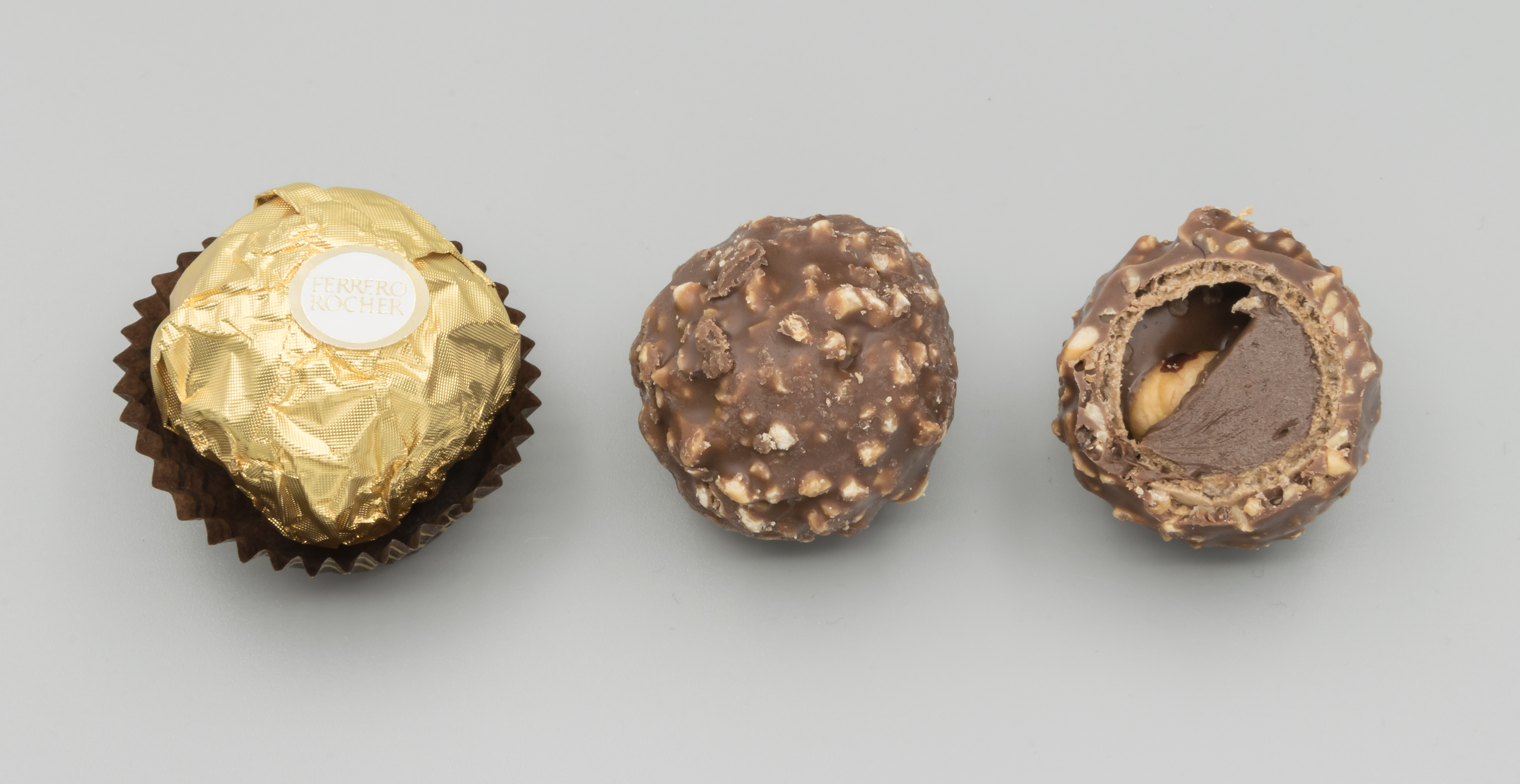
Шоколадные конфеты

Это изделия с содержанием сахара не менее 20 %.
- Безе (меренги)

Запечённые взбитые яичные белки с сахаром. Название происходит от фр. baiser — поцелуй.
- Варенье, джем, повидло, мармелад, конфитюр, ёт

Сваренные в сладком сиропе фрукты или ягоды, лепестки цветов, классифицируются в зависимости от технологии приготовления и консистенции готового продукта.
- Грильяж

Конфеты из смеси карамелизованного сахара с толчёными орехами.
- Желе

Сладкое блюдо из фруктовых или ягодных соков с сахаром и желирующим веществом, как правило, желатином.
- Зефир, пастила

Кондитерские изделия из протёртых и сваренных с сахаром фруктов с добавлением взбитого яичного белка.
- Конфеты, ирис, карамель, леденцы

Мелкие сладости в виде шариков, плиток, подушечек из карамелизованного сахара, шоколада, патоки, сгущённого молока и других продуктов.
- Кремы

Десертные блюда в виде однородной массы из растёртых фруктов, сбитых яиц, масла или сливок.
- Марципан

Кондитерское изделие из эластичной смеси, приготавливаемой из тёртого миндаля или других орехов с сахарной пудрой.
- Муссы

Сладкое блюдо из взбитой шоколадной, фруктовой, ягодной и т. п. массы с манной крупой, яйцами или желатином.
- Помадка

Мягкая ароматная масса из фруктов или сливок консистенции густой сметаны.
- Самбук

Охлаждённое воздушное блюдо, приготовленное путём взбивания плодового пюре с сахаром и яичным белком.
- Суфле

Пышное блюдо из взбитых в пену белков и других продуктов.
- Халва, рахат-лукум и другие восточные сладости

Всевозможные типы печений, изюмно-ореховых и крахмало-сахарных изделий, распространённых на Ближнем Востоке и в Средней Азии.
- Цукаты

Засахаренные фрукты или нарезанные корки апельсинов, арбузов, дынь.
- Шоколад

Кондитерское изделие из растёртых бобов какао с добавлением других ингредиентов.

### Группа мучные
Это изделия, содержащие в своём составе выпеченный полуфабрикат из муки и сахара, с содержанием муки в выпеченном полуфабрикате не менее 25 %.
- Вафли

Сухое печенье особого вида, приготавливаемое из жидкого теста, состоит из тонких слоёв, промазанных начинкой.
- Печенье

Мелкие кондитерские изделия из недрожжевого теста, в основном песочного, с разрыхлителями.
- Пироги сладкие, пирожки, ватрушки, булки, пончики, маффины, кексы, куличи, ромовые бабы (саварен)

Хлебобулочные изделия из дрожжевого, слоёного, пресного сдобного, заварного и другого теста разнообразных форм и размеров, с начинкой или без начинки, выпечные или жареные.
- Пряники, коврижки

Твёрдые хлебобулочные изделия из муки, мёда и обязательно пряностей.
- Торты, пирожные (брауни и другие), эклеры

Праздничные десерты из бисквитного, заварного, слоёного, песочного теста с кремом и цукатами, как правило, с красивой отделкой.

## Пищевая ценность

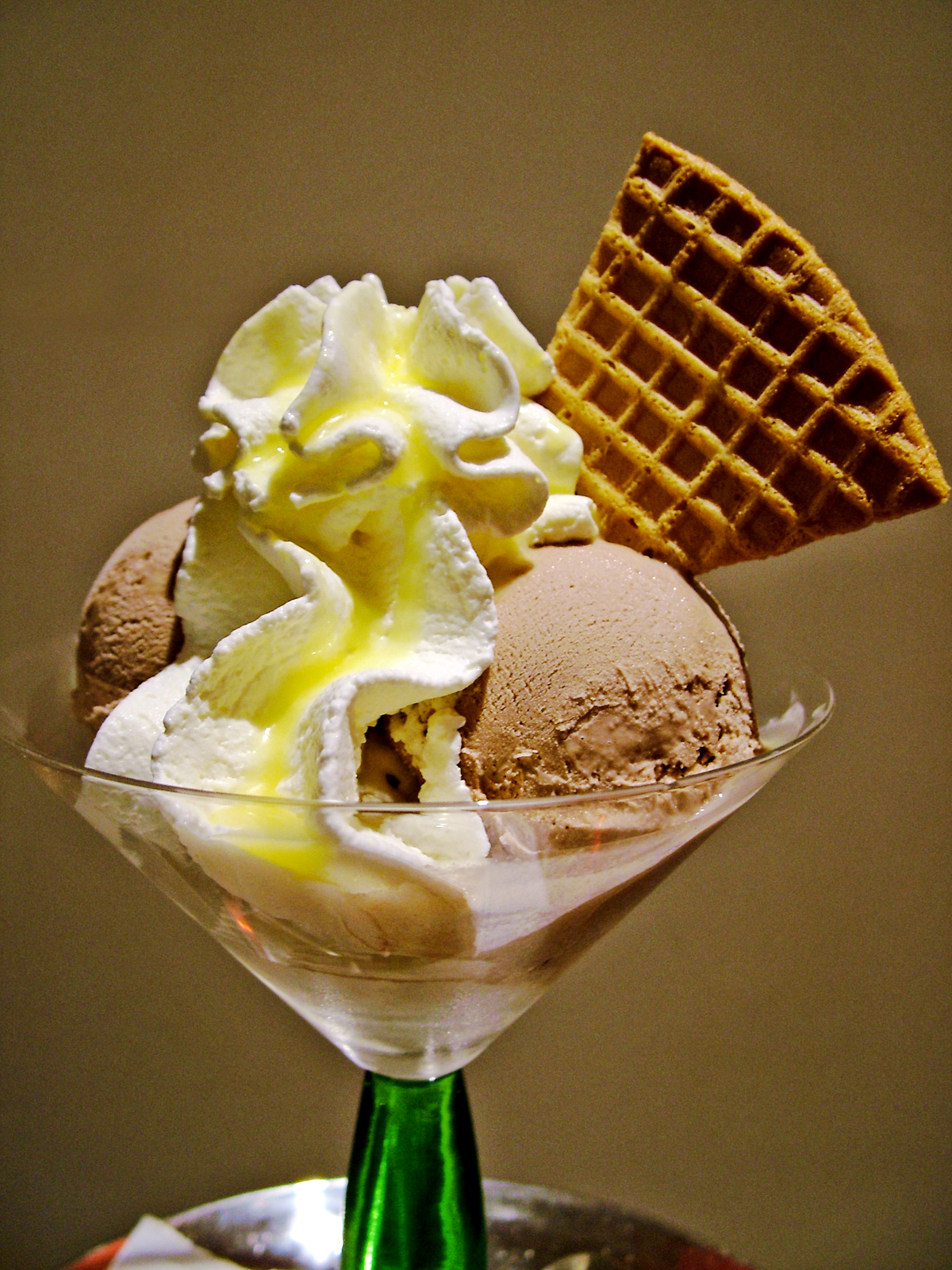
Мороженое

Высокое содержание углеводов, белков и жиров, а также полиненасыщенных жирных кислот и некоторых витаминов, обусловливает значительную ценность кондитерских изделий. Ввиду их лёгкой усвояемости и возможности длительного хранения (за исключением некоторых скоропортящихся видов, как, например, торты) могут использоваться для питания спортсменов, в условиях походов.
Калорийность некоторых изделий и продуктов
| На 100 г продукта          | Белки | Жиры  | Углеводы | Ккал          |
| -------------------------- | ----- | ----- | -------- | ------------- |
| Печенье сахарное           | 7,50  | 11,80 | 74,40    | 436,00        |
| Булки сдобные              | 7,61  | 5,28  | 56,80    | 295,00        |
| Молоко сгущённое с сахаром | 7,20  | 8,50  | 56,00    | 320,00        |
| Сахар                      | 0,00  | 0,00  | 99,80    | 379,00        |
| Шоколадные изделия         | 5-24  | 20-40 | 18-55    | 449,00-603,00 |
| Торты, пирожные            | 5-7   | 12-39 | 34-53    | 356,00-553,00 |
| Варенье из клубники        | 0,3   | 0     | 74,6     | 282,00        |

Многие кондитерские изделия, предназначенные для детского питания, специально подвергаются витаминизации путём добавления экстрактов чёрной смородины, шиповника, морковного сока и витаминных препаратов.

## Риски
Чрезмерное потребление кондитерских изделий связано с увеличением числа случаев таких заболеваний, как: сахарный диабет 2-го типа, ожирение, кариес зубов и другие. Особенно актуально необходимость в ограничениях на потребление кондитерских изделий при недостаточной физической нагрузке, малоподвижном образе жизни и в случаях болезней печени, жёлчных путей и жёлчного пузыря, сахарном диабете и других эндокринных заболеваниях, панкреатите, колите, атеросклерозе. В кондитерских изделиях, выпускаемых для больных сахарным диабетом, сахар заменяется на ксилит и сорбит.
Большинство кондитерских изделий вследствие высокого содержания сахара (88—98 %) и низкой влажности (0,6—24 %) отличаются высокой санитарно-бактериологической устойчивостью при хранении. Однако, с медицинской точки зрения заварной крем, который широко распространён для прослаивания многих видов выпечки, представляет собой прекрасную среду для размножения микробов и особенно — стафилококков. Для предотвращения отравлений заварным кремом в его водной фазе концентрация сахара должна быть не ниже 60 %, так как при концентрации 30—50 % стафилококк не прекращает активное размножение. В заварном креме, заражённом стафилококками, их энтеротоксин достигает опасной для здоровья концентрации за 12 часов при температуре 30 °C, и за 4 часа при температуре 37 °C, поэтому при промышленном производстве кондитерских изделий заварной крем подвергается нагреву на пять минут до температуры не ниже 95 °C, а готовая продукция должна храниться при температуре 6—8 °C не более 12 часов.